# Графенвёр

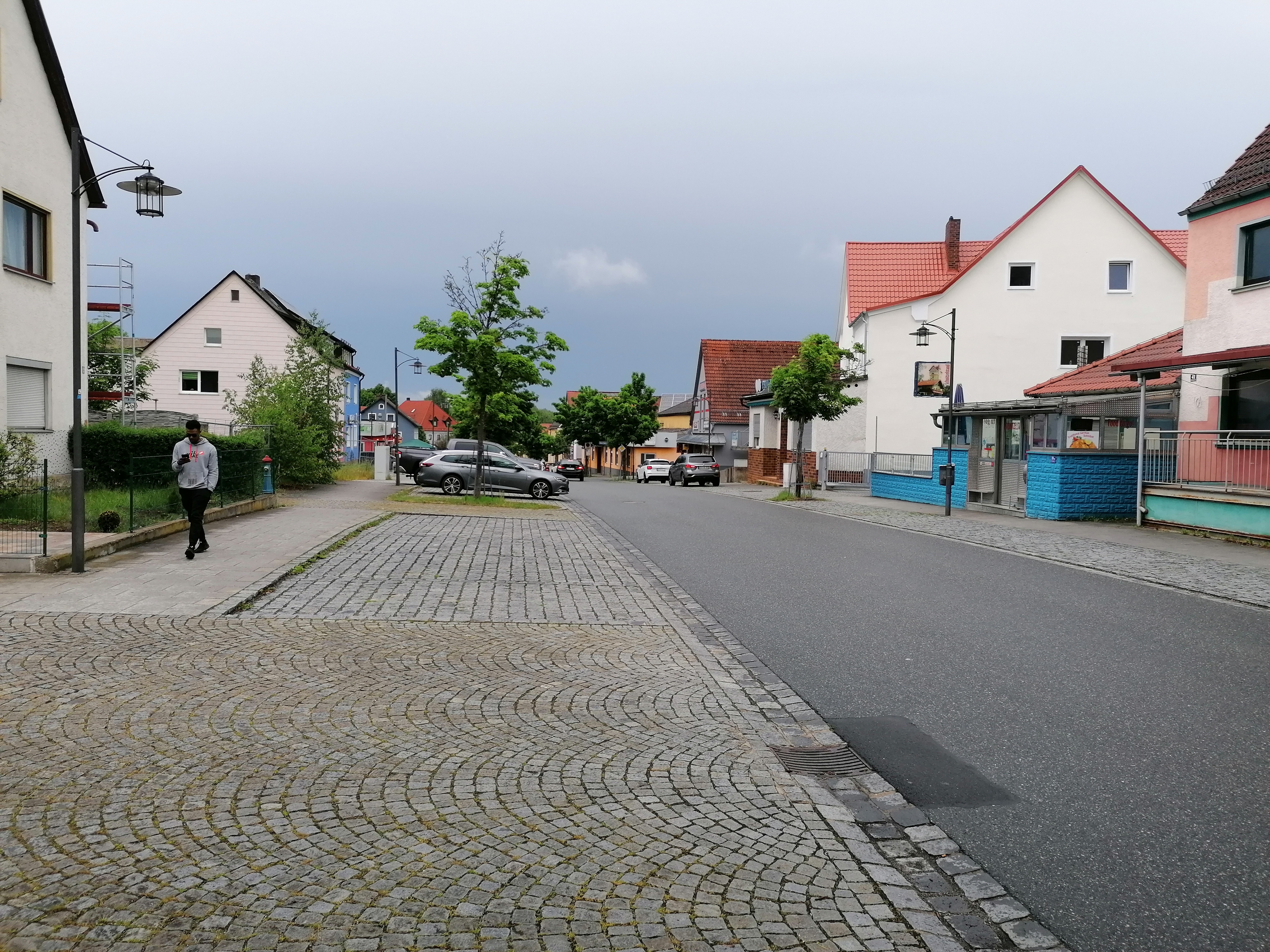
Alte Amberger Straße

Графенвёр (нем. Grafenwöhr) — город и городская община в Германии, в земле Бавария.
Подчинён административному округу Верхний Пфальц. Входит в состав района Нойштадт-ан-дер-Вальднаб. Население составляет 6651 человек (на 31 декабря 2010 года) Занимает площадь 216,24 км². Официальный код — 09 3 74 124.  Город подразделяется на 12 городских районов.
Вблизи города расположен учебный центр армии США «Графенвёр».